# 15861 Ісфахан
15861 Ісфахан (15861 Ispahan) — астероїд головного поясу, відкритий 17 квітня 1996 року.
Тіссеранів параметр щодо Юпітера — 3,199.